# Blok wodny

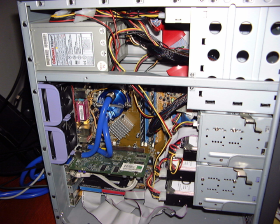
Wnętrze komputera chłodzonego wodą z blokiem wodnym nad procesorem.

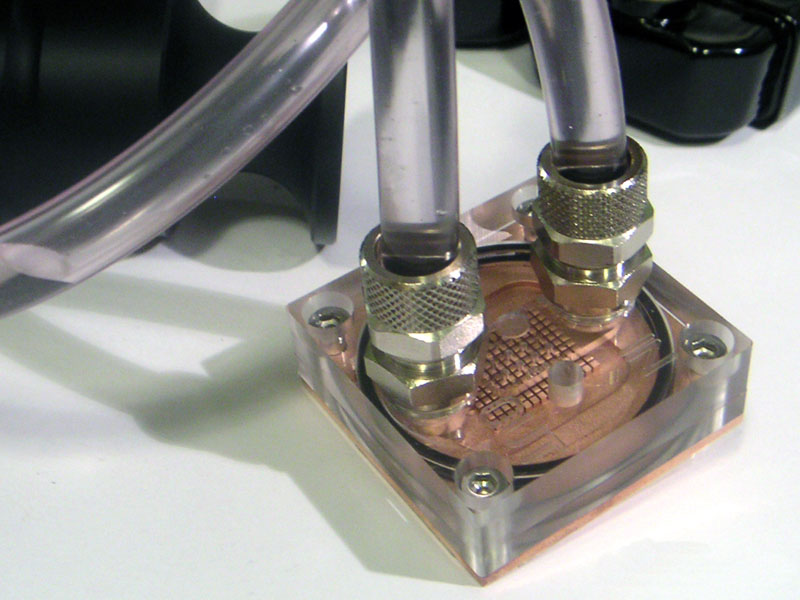
Blok wodny

Blok wodny (ang. water block) – element używany do chłodzenia podzespołów komputerowych za pomocą cieczy (najczęściej wody destylowanej lub gotowych płynów zawierających preparaty antykorozyjne).
Typowy blok wodny składa się z:
- podstawy bloku, wykonanej najczęściej z miedzi, rzadziej z innych materiałów jak aluminium,
- topu, czyli elementu nakręcanego na podstawę bloku, wykonanego z poliwęglanu, plexi, acetalu (materiału termoplastycznego odpornego na zginanie), miedzi lub np. oksydowanego aluminium,
- króćców, czyli złączek którymi podłączane są węże doprowadzające ciecz do bloku.

Bloki wodne można założyć w zasadzie na każdy element komputera, który wymaga obniżenia temperatury pracy, m.in. na procesor, kartę grafiki (chipset karty lub blok typu „fullcover” zakładany na całą powierzchnię karty graficznej), mostek północny, mostek południowy, mosfety, pamięć RAM, a nawet dyski twarde i zasilacz.